# تپه می‌گرو
تپه می‌گرو مربوط به هزاره اول قبل از میلاد - دوره اشکانیان است و در شهرستان پل‌دختر، بخش مرکزی، دهستان میان کوه غربی، ۵۰۰ متری شمال غرب روستای کمچه کله واقع شده و این اثر در تاریخ ۲۲ آبان ۱۳۸۶ با شمارهٔ ثبت ۲۰۰۹۲ به‌عنوان یکی از آثار ملی ایران به ثبت رسیده است.